# Pedro Martínez Sánchez
Pedro Martínez Sánchez (Barcelona, España, 29 de junio de 1961) es un entrenador de baloncesto español que actualmente entrena al Valencia Basket Club de la Liga ACB.

## Trayectoria
Durante la temporada 2012-13 alcanza la victoria número 300 de su carrera deportiva como entrenador en ACB.
El 16 de junio de 2017 se proclamó campeón de la liga Endesa con el Valencia Basket, primer título liguero del conjunto "taronja", derrotando el Real Madrid en el cuarto partido del playoff final. Tras la consecución del título de liga ACB, no continuó como entrenador del Valencia Basket.
El 27 de octubre de 2017 sustituye en el Baskonia a Pablo Prigioni que dimitió tras 8 partidos con la entidad baskonista. En noviembre de 2018 fue cesado como entrenador del Saski Baskonia. Tras cuatro meses sin trabajar, en marzo de 2019 sustituyó a Víctor García en el Granca, cumpliendo su tercera etapa en el club canario.
En junio de 2019 se anunció su regreso al Bàsquet Manresa de la Liga ACB, comprometiéndose por dos temporadas. En enero de 2024 dirigió su partido 1000 en la Liga ACB, siendo el segundo entrenador que lo consigue después de Aito Garcia Reneses.
Al terminar la temporada 2023-24 dejó la entidad manresana y volvió a Valencia Basket.